# Jean-Baptiste de Franssu
Jean-Baptiste Douville de Franssu, né à Paris le 8 juillet 1963, est un financier français qui a joué un rôle important dans le développement des métiers de gestion d'actifs en Europe en contribuant notamment à l'établissement du nouveau cadre réglementaire après la crise de 2008. Il conseille et est membre de différents conseils d'administration de banques, sociétés de gestion de capitaux et familly office en Europe. Il assure notamment la présidence du conseil d'administration de l'Institut pour les œuvres de religion (la Banque du Vatican) depuis le 9 juillet 2014. Il est également vice-président du conseil de surveillance du Groupe La Française S.A. (société de gestion de capitaux du groupe Crédit Mutuel - Euro 145 milliards d'actifs sous gestion), et administrateur de la Banque Degroof Petercam S.A.. Depuis 2019 il est membre du comité exécutif de la fondation KTO et a été élu en mai 2020 au corps académique de l'Académie Catholique de France.

## Parcours professionnel
Diplômé de l'École supérieure de commerce de Reims, d'un BA de la Université du Middlesex à Londres, et d'un DEUTS en actuariat de l'Université Pierre-et-Marie-Curie à Paris, Jean-Baptiste de Franssu commence sa carrière comme directeur à TGF, filiale de la Caisse des Dépôts et Consignations. À partir de 1990, il crée et développe  les activités européennes du groupe de gestion INVESCO dont il devient membre du comité exécutif mondial en 2001. En 2007, Jean-Baptiste de Franssu est élu vice-président de l’EFAMA (European Fund and Asset Management Association) dont il prend la présidence en 2009 jusqu’en 2011, à une période clé d'évolution règlementaire en Europe pour les métiers de la gestion d'actifs. Il quitte le groupe INVESCO fin 2011 et crée alors une société de Conseil en fusion et acquisition spécialisée dans l’asset management entre l'Europe et les États-Unis.
Il a contribué au cours de sa carrière à de nombreuses publications, groupes de travail de place et séminaires sur l’industrie de la gestion d’actifs et l’évolution de la régulation financière en Europe notamment en collaboration avec les autorités de marché et les régulateurs. En 2009, il est élu par le magazine spécialisé Funds Europe, la personnalité de l’année de cette industrie.
En 2013, il est nommé à la Commission référente sur les structures économiques et administratives du Saint-Siège (COSEA). Il est ensuite nommé à siéger au sein du Conseil pour l'économie du Vatican chargé de jeter les bases de la réforme financière du Vatican. Le pape François le nomme président de l'Institut pour les œuvres de religion, surnommé « banque du Vatican », le 9 juillet 2014. Avec un conseil d'administration composé de banquiers et financiers internationaux dont Lord Michael Hintze, Javier Marino Marin, Scott Malpass, il a supervisé une réforme complète de cette Institution. 
À la même époque, Jean-Baptiste de Franssu rejoint parallèlement divers conseils d'administration de sociétés spécialisées dans le domaine des services financiers ou Fintech comme Carmignac Gestion S.A., Tages Holdings LLP, ACOFI SCA.

## Engagements
Membre de la famille Douville de Franssu,  une famille subsistante de la noblesse française, et descendant du maréchal de Mac Mahon Duc de Magenta, il passe une grande partie de son enfance en Afrique, où ses parents travaillent. Il vit alors au Sénégal, au Gabon et en Côte d'Ivoire puis au cours de sa coopération militaire au Soudan, en Somalie, en Tanzanie et en Zambie. Il épouse Hélène de Gerlache de Gomery, infirmière belge proche de Mère Teresa, issue de la famille de Gerlache et fille de l'explorateur Gaston de Gerlache de Gomery et de la résistante Lily van Oost. Ils ont quatre enfants.
Catholique engagé, il est également également membre du conseil d'administration de la Fondation KTO, membre du corps académique de l'Académie Catholique de France et président du conseil d'administration de l'ITI, Université Catholique de Vienne.
En avril 2024, il est nommé président du conseil collégial du Collège des Bernardins par Monseigneur Laurent Ulrich, archevêque de Paris .
Le 16 janvier 2025, Jean-Baptiste de Franssu est nommé membre du Conseil de Surveillance du Groupe Bayard pour un mandat de six ans .

## Prises de position
À sa nomination à l'IOR, il déclare dans un communiqué : « C'est un honneur d'être appelé à effectuer les changements jugés aujourd'hui nécessaires pour transformer ultérieurement l'IOR en un fournisseur de services pour l'Église ». Il ajoute sur Twitter : « Je vois ce rôle comme une mission ».